# Радзівілка
Радзівілка (пол. Radziwiłka) — село в Польщі, у гміні Млодзешин Сохачевського повіту Мазовецького воєводства.
Населення — 55 осіб (2011).
У 1975-1998 роках село належало до Скерневицького воєводства.

## Демографія
Демографічна структура станом на 31 березня 2011 року:
|          | Загалом | Допрацездатний вік | Працездатний вік | Постпрацездатний вік |
| -------- | ------- | ------------------ | ---------------- | -------------------- |
| Чоловіки | 25      | 6                  | 17               | 2                    |
| Жінки    | 30      | 3                  | 16               | 11                   |
| Разом    | 55      | 9                  | 33               | 13                   |